# Jeffrey C. Hall
Jeffrey Connor Hall (Brooklyn, Nova Iorque, 3 de maio de 1945) é um geneticista e cronobiologista estadunidense. É professor emérito da Universidade Brandeis e da Universidade do Maine.

## Condecorações
- 2001 membro da Academia de Artes e Ciências dos Estados Unidos[1]
- 2003 Medalha Genetics Society of America[2]
- 2003 membro da Academia Nacional de Ciências dos Estados Unidos
- 2009 Prêmio Gruber de Neurociência (com Michael Rosbash e Michael Warren Young)[3]
- 2011 Prêmio Louisa Gross Horwitz (com Michael Rosbash e Michael Warren Young)[4]
- 2012 Prêmio Internacional da Fundação Gairdner (com Michael Rosbash e Michael Warren Young)[5]
- 2012 Prêmio Massry (com Michael Rosbash e Michael Warren Young)
- 2013 Prêmio Wiley de Ciências Biomédicas (com Michael Rosbash e Michael Warren Young)
- 2013 Prêmio Shaw de Medicina (com Michael Rosbash e Michael Warren Young)
- 2017:Prémio Nobel de Fisiologia ou Medicina (com Michael Rosbash e Michael Warren Young)